# Les Bolards
Cet article possède un paronyme, voir Bolard.
Les Bolards est un site archéologique gallo-romain situé à Nuits-Saint-Georges (Côte-d'Or), au sud-est de la ville.

## Localisation
Le site des Bolards se trouve à environ 1,5 km du centre de Nuits-Saint-Georges, sur la rive gauche du Meuzin, dans un coude de la rivière. C'est un site sans valeur défensive, au débouché d'une combe sur la plaine de Saône, en pays éduen non loin de la frontière septentrionale avec leurs voisins Lingons.
La petite agglomération (vicus) se trouvait à quatre kilomètres à l'ouest de la grande voie romaine du nom de Via Agrippa. Cette voie représentait le principal axe de circulation entre le sud-est et le nord de la Gaule romaine, reliant Lugdunum (Lyon) à Trèves et Cologne.
Si le nom antique de l'agglomération est inconnu, les archéologues estiment que la ville s'étendait sur 25 hectares.

## Histoire
Le site fut occupé dès l'Âge du bronze, mais surtout à partir du Ier siècle av. J.-C. et jusqu'à la fin de l'Empire romain.

## Fouilles
Des découvertes sporadiques ont fait connaître le site à partir du XIXe siècle. Des fouilles systématiques ont été menées entre 1964 et 1985 sous la direction du docteur Ernest Planson, puis de Colette Pommeret. Elles mettent en évidence l'occupation du site dès l'Âge du bronze, mais surtout à partir du Ier siècle av. J.-C. et jusqu'à la fin de l'Empire romain.

## Vestiges

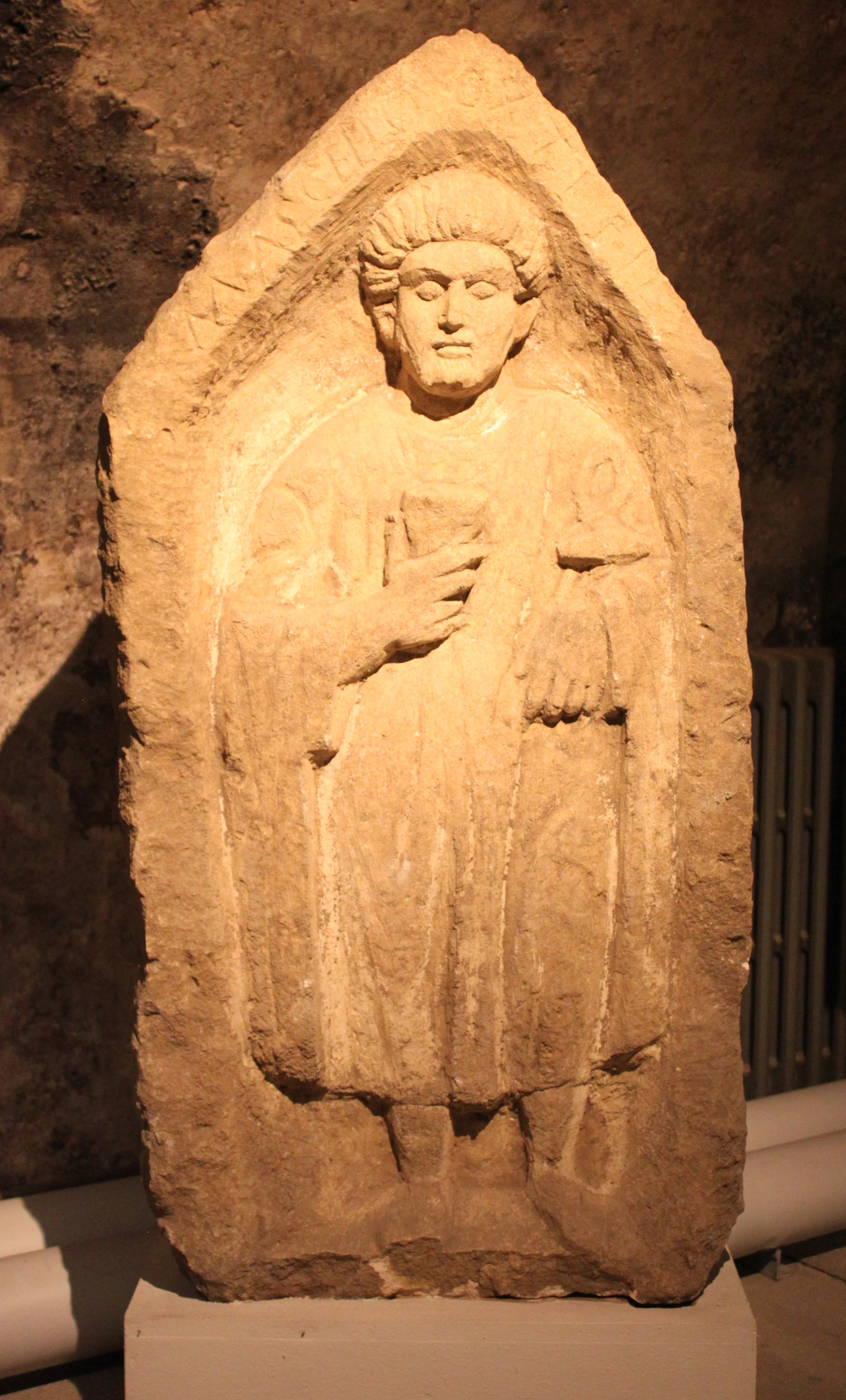
Stèle funéraire (Musée de Nuits-Saint-Georges)

Les fouilles ont mis au jour plusieurs sanctuaires, dont un grand sanctuaire en forme d'hémicycle et un temple dédié à Mithra, une basilique, des habitations avec celliers et caves et des ateliers, ainsi qu'une nécropole.
Le grand sanctuaire, qui a succédé à un temple gaulois, comprend une cella massive à l'intérieur d'une enceinte courbe. On ne sait pas quel est le dieu principalement honoré dans ce sanctuaire, mais on a trouvé dans son enceinte des dédicaces à Apollon et à Mars Segomo, des représentations des déesses-mères, ainsi qu'une stèle regroupant trois divinités, parmi lesquelles on peut reconnaître le dieu tricéphale Cernunnos et, au centre, une divinité hermaphrodite coiffée d'une couronne murale où on a proposé de voir soit Cybèle, soit un genius, en tout cas une divinité tutélaire assurant fécondité et protection. À proximité, mais en dehors de son enceinte, se trouve le mithraeum.
Le Musée d'art et d'histoire de Nuits-Saint-Georges conserve et présente des objets mis au jour lors de fouilles archéologiques.

## Visites
Bien que le site relève du Service régional de l'archéologie de Dijon, les visites guidées sont organisées par le musée d'art et d'histoire de Nuits-Saint-Georges. Le musée programme des visites guidées gratuites durant la haute saison (plusieurs dates entre le 2 mai et le 31 octobre) et propose des visites sur réservation durant toute l'année pour les groupes.